# 4e corps d'armée (Allemagne)
Pour les articles homonymes, voir 4e corps d'armée.
Le 4e corps d'armée (en allemand : IV. Armeekorps) était un corps d'armée de l'armée de terre allemande, la Heer, au sein de la Wehrmacht pendant la Seconde Guerre mondiale.

## Hiérarchie des unités
| Nom          | Nbre d'hommes       | Unités subalternes                | Grade de commandement                 |
| ------------ | ------------------- | --------------------------------- | ------------------------------------- |
| Heeresgruppe | + 300 000           | 2 à + Armeen (Armées)             | Generaloberst ou Generalfeldmarschall |
| Armee        | + 100 000 - 300 000 | 2 à + Armeekorps (Corps d'armées) | General ou Generaloberst              |
| Armeekorps   | + 30 000 - 80 000   | 2 à + Divisionen (Division)       | Generalleutnant ou General            |
| Division     | + 10 000 – 20 000   | 2 à 6 Brigaden (Brigade)          | Generalmajor ou Generalleutnant       |
| Brigade      | + 3 000 – 5 000     | jusqu'à 3 Regimentern (Régiment)  | Oberst ou Generalmajor                |

## Historique
Le IV. Armeekorps est fondé à partir du 1er octobre 1934 avec le personnel d'origine de la 4e division de la Reichswehr, situé à Dresde dans le Wehrkreis IV (quatrième district militaire).
Le IV. Armeekorps est détruit à Stalingrad le 31 janvier 1943 et reformé le 1er mars 1943. 

Elle est renommée IV. Panzerkorps le 10 octobre 1944.

## Organisation

### Commandants successifs
| Date                                | Grade                  | Commandant           |
| ----------------------------------- | ---------------------- | -------------------- |
| 1er octobre 1935 - 4 février 1938   | General der Infanterie | Wilhelm List         |
| 4 février 1938 - 1er novembre 1942  | General der Infanterie | Viktor von Schwedler |
| 1er novembre 1942 - 17 janvier 1943 | General der Pioniere   | Erwin Jaenecke       |
| 17 janvier 1943 - 31 janvier 1943   | General der Artillerie | Max Pfeffer          |
|                                     | Reformation            |                      |
| Décembre 1942 - 10 octobre 1944     | General der Infanterie | Friedrich Mieth      |

### Chef des Generalstabes
| Date                                | Grade        | Commandant         |
| ----------------------------------- | ------------ | ------------------ |
| Création - 10 novembre 1938         | Generalmajor | Friedrich Olbricht |
| 10 novembre 1938 - 24 octobre 1939  | Generalmajor | Walter Model       |
| 25 octobre 1939 - 20 juin 1942      | Oberst i.G.  | Otto Beutler       |
| 20 juin 1942 - Décembre 1942        | Oberst i.G.  | Johannes Steffler  |
| Décembre 1942 - Février 1943        | Oberst i.G.  | Johannes Crome     |
|                                     | Reformation  |                    |
| ? 1943 - 10 octobre 1943            | Oberst i.G.  | Zoeller            |
| 10 octobre 1943 - 31 octobre 1943   | Oberst i.G.  | Franz Jais         |
| 1er novembre 1943 - 15 février 1944 | Oberst i.G.  | Diermayer          |
| 15 février 1944 - 10 octobre 1944   | Oberst i.G.  | Günther Siedschlag |

### 1. Generalstabsoffizier (Ia)
| Date                                | Grade               | Commandant               |
| ----------------------------------- | ------------------- | ------------------------ |
| Création - 6 octobre 1936           | Oberstleutnant i.G. | Hans von Greiffenberg    |
| 1er décembre 1936 - 1er mai 1939    | Oberst i.G.         | Edgar Röhricht           |
| 1er mai 1939 - 25 octobre 1939      | Oberstleutnant i.G. | Otto Beutler             |
| 25 octobre 1939 - 24 novembre 1940  | Oberst i.G.         | Friedrich-Wilhelm Prüter |
| 25 novembre 1940 - 25 novembre 1941 | Major i.G.          | Rolf Wiese               |
| 25 novembre 1941 - ? 1943           | Major i.G.          | Heinz Meyer              |
|                                     | Reformation         |                          |
| ? 1943 - 24 octobre 1943            | Major i.G.          | von Bock und Pollach     |
| 24 octobre 1943 - 15 décembre 1943  | Major               | Hanns-Heinz Badstübner   |
| 15 décembre 1943 - 10 octobre 1944  | Major i.G.          | Ralf Bucher              |

## Théâtres d'opérations
- Pologne : Septembre 1939 - Mai 1940
- France : Mai 1940 - Juin 1941
- Front de l'Est, secteur Sud : Juin 1941 - Octobre 1942
- Stalingrad : Octobre 1942 - Janvier 1943
- Front de l'Est, secteur Sud : Juillet 1943 - Octobre 1944

## Ordre de batailles

### Rattachement d'Armées
| Date             | Armée                   | Groupe d'Armées         |
| ---------------- | ----------------------- | ----------------------- |
| 1939             |                         |                         |
| 1er septembre    | 10. Armee               | Heeresgruppe Süd        |
| 3 octobre        | 6. Armee                | Heeresgruppe B          |
| 1940             |                         |                         |
| 1er janvier      | 6. Armee                | Heeresgruppe B          |
| 7 juillet        | 9. Armee                | Heeresgruppe A          |
| 28 juillet       | 16. Armee               | Heeresgruppe A          |
| 1941             |                         |                         |
| Janvier          | 16. Armee               | Heeresgruppe A          |
| Mai              | 17. Armee               | Heeresgruppe A          |
| 22 juin          | 17. Armee               | Heeresgruppe Süd        |
| Août             | 17. Armee               | Heeresgruppe Süd        |
| Septembre        | 17. Armee               | Heeresgruppe Süd        |
| 1942             |                         |                         |
| Janvier          | 17. Armee               | Heeresgruppe Süd        |
| Août             | 4. Panzerarmee          | Heeresgruppe B          |
| Décembre         | 6. Armee                | Heeresgruppe Don        |
| 1943             |                         |                         |
| 1er janvier      | 6. Armee                | Heeresgruppe Don        |
| Reformation 1943 |                         |                         |
| Janvier          | Armee-Abteilung Hollidt | Heeresgruppe Süd        |
| Avril            | 6. Armee                | Heeresgruppe Süd        |
| Août             | 6. Armee                | Heeresgruppe Süd        |
| Octobre          | 6. Armee                | Heeresgruppe A          |
| Novembre         | 1. Panzerarmee          | Heeresgruppe Süd        |
| 1944             |                         |                         |
| Janvier          | 6. Armee                | Heeresgruppe Süd        |
| Mars             | 6. Armee                | Heeresgruppe A          |
| Avril            | 8. Armee                | Heeresgruppe Südukraine |

### Unités subordonnées
1er mars 1939
- 4. Infanterie-Division
- 14. Infanterie-Division
- 46. Infanterie-Division

1er septembre 1939
- 4. Infanterie-Division
- 46. Infanterie-Division

2 novembre 1940
- 4. Infanterie-Division
- 35. Infanterie-Division
- 18. Infanterie-Division

1er décembre 1940
- 35. Infanterie-Division
- 18. Infanterie-Division

15 avril 1941
- 35. Infanterie-Division
- 18. Infanterie-Division
- 4. Panzer-Division
- 61. Infanterie-Division
- 7. Infanterie-Division

22 avril 1941
- 296. Infanterie-Division
- 295. Infanterie-Division
- 71. Infanterie-Division
- 24. Infanterie-Division

15 mai 1941
- 33. Infanterie-Division
- 4. Infanterie-Division
- 94. Infanterie-Division

18 juin 1941
- 296. Infanterie-Division
- 295. Infanterie-Division
- 262. Infanterie-Division
- 71. Infanterie-Division
- 24. Infanterie-Division

16 septembre 1941
- 94. Infanterie-Division
- 24. Infanterie-Division

10 octobre 1941
- 94. Infanterie-Division
- 76. Infanterie-Division
- 97. leichte Division
- ungarisches Armeekorps

31 octobre 1941
- 94. Infanterie-Division
- 76. Infanterie-Division
- 97. leichte Division
- 111. Infanterie-Division
- ungarisches Armeekorps

21 novembre 1941
- 94. Infanterie-Division
- 76. Infanterie-Division
- 97. leichte Division
- 111. Infanterie-Division

24 décembre 1941
- 9. Infanterie-Division
- 94. Infanterie-Division
- 76. Infanterie-Division

16 février 1942
- 9. Infanterie-Division
- 94. Infanterie-Division
- 76. Infanterie-Division
- 295. Infanterie-Division

24 juin 1942
- 76. Infanterie-Division
- 295. Infanterie-Division
- 257. Infanterie-Division
- 68. Infanterie-Division

27 août 1942
- 29. Infanterie-Division (mot)
- 297. Infanterie-Division
- 371. Infanterie-Division
- 94. Infanterie-Division
- 4. rumänische Division

11 septembre 1942
- 297. Infanterie-Division
- 371. Infanterie-Division

10 octobre 1942
- 297. Infanterie-Division
- 371. Infanterie-Division
- 29. Infanterie-Division (mot)
- 20. rumänische Division

15 novembre 1942
- 20. rumänische Division
- 97. Infanterie-Division
- 371. Infanterie-Division

23 mars 1943
- 304. Infanterie-Division
- 335. Infanterie-Division
- Division Kreysing

4 juillet 1943
- 304. Infanterie-Division
- 335. Infanterie-Division
- 3. Gebirgs-Division

8 octobre 1943
- 302. Infanterie-Division
- 258. Infanterie-Division
- 101. Jäger-Division
- 17. Panzer-Division
- 5. Luftwaffen-Feld-Division
- 3. Gebirgs-Division

26 décembre 1943
- 17. Infanterie-Division
- 111. Infanterie-Division
- 258. Infanterie-Division
- 79. Infanterie-Division
- 335. Infanterie-Division
- 3. Gebirgs-Division
- 24. Panzer-Division
- 302. Infanterie-Division

## Sources
- (de) IV. Armeekorps sur lexikon-der-wehrmacht.de